# 11.º Prêmio Capes de Tese (2016)
O 11º Prêmio Capes de Tese foi um evento organizado em 2016 pela Coordenação de Aperfeiçoamento de Pessoal de Nível Superior (CAPES) com o propósito de premiar as melhores teses de doutorado, de diferentes campos científicos, que foram defendidas no ano de 2015 em instituições de ensino superior brasileiras.
Nesta 11ª edição do Prêmio Capes, entre as teses de doutorado que foram defendidas no ano de 2014 e que haviam sido inscritas pelos programas de pós-graduação stricto sensu de instituições de ensino superior (IES) que participaram do concurso, 48 delas foram selecionadas como vencedoras, enquanto 88 receberam menção honrosa.

## Homenageados no Grande Prêmio de Tese
Em 2016, manteve-se a retomada pelo Prêmio Capes de Tese de homenagens a nomes da história da ciência no Brasil com a recriação das três categorias que recordavam a memória de cientistas brasileiros que se notabilizaram no passado.
Os cientistas homenageados foram os seguintes:
- Ricardo de Carvalho Ferreira (representando a área de Engenharia, Ciências Exatas e da Terra);
- Nise da Silveira (representando a área de Ciências Biológicas, Ciências da Saúde e Ciências Agrárias);
- Octavio Ianni (representando a área de Ciências Humanas, Letras e Artes).

## Vencedores
Na edição de 2016 que avaliou as teses de doutorado defendidas em 2015, segundo a Portaria CAPES nº 238/2016, os vencedores do Grande Prêmio foram as seguintes:

### Grande Prêmio Capes de Tese
|                             | Prêmio da categoria          | Tese | Autor(a)                   | Orientador(a)                          | Universidade | Acesso à tese | Ref. |
| Grande Prêmio Capes de Tese | Ricardo de Carvalho Ferreira | Reações de Heck intermoleculares com olefinas nãoativadas. Processos direcionados pelo substrato e formação enantiosseletiva de centros terciários e quaternários na presença de ligantes nitrogenados | Caio Costa Oliveira        | Carlos Roque Duarte Correia            | UNICAMP      |               |      |
| Grande Prêmio Capes de Tese | Nise da Silveira             | Patógenos emergentes no gênero Sporothrix e a evolução global da patogenicidade | Anderson Messias Rodrigues | Zoilo Pires de Camargo, Sybren de Hoog | UNIFESP      |               |      |
| Grande Prêmio Capes de Tese | Octavio Ianni                | Agrobiodiversidade e Conservação ex situ: reflexõessobre conceitos e práticas a partir do caso da Embrapa/Brasil                                                                                       | Laura Rodrigues Santonieri | Mauro William Barbosa de Almeida       | UNICAMP      |               |      |